# دودمان (مجموعه تلویزیونی)
دودمان (انگلیسی: Bloodline) یکی از برنامه‌های اصلی نت‌فلیکس در ژانر دلهره‌آور است.